# Manjež
Manjež (srbsky Мањеж) je veřejný park, který se nachází v hlavním městě Srbska, Bělehradu. Přiléhá k jižní části ulice Nemanjina, obklopují jej dále ulice Resavska (ze západu), Kralja Milana (ze severu) a Svetozara Markovića (z východu). V blízkosti parku se nachází rovněž náměstí Slavija a sídlo srbské národní banky. Nachází se na území opštiny Savski venac.
V parku se nachází busty některých významných osobností, mezi které patří např.: Ferenc Liszt, Josif Marinković, Frédéric Chopin, Radovan Dragović, Kosta Abrašević.

## Historie
Park se nachází na místě, kde byla umístěná královská jízdní garda. V roce 1923 bylo v novém územním plánu Bělehradu rozhodnuto o změně způsobu užití tohoto místa na veřejnou zeleň. Název pochází z francouzštině a odkazuje právě na využití prostranství jako stáje. Park zde byl budován v letech 1931 až 1932, návrh jeho uspořádání připravil Aleksandar Krstić. Jednalo se o jeden z mála moderních parků na území Bělehradu ve své době. Obklopen měl být řadou kulturních budov, např. budovou opery, hudební akademie a konzervatoř. Vzhledem k vypuknutí druhé světové války se z plánu však neuskutečnilo nic, paradoxně ale na východní straně parku vznikla budova Jugoslávského dramatického divadla. 